# Joseph Mauborgne
Pour les articles homonymes, voir Mauborgne.
Le général Joseph Mauborgne, né le 26 février 1881 à New York et mort le 7 juin 1971, fut un officier de transmissions et un cryptanalyste de l'armée de terre américaine.

## Débuts
En 1901, diplômé du collège de Saint Xavier, New York, Mauborgne étudie les beaux-arts jusqu'en 1903, année de sa promotion au grade de sous-lieutenant d'infanterie de l'armée d'active. Plusieurs séjours aux Philippines où il apprend son métier de fantassin. En 1909-10, il est à l'école des transmissions de l'armée de terre. À la sortie du cours, il est affecté à Washington, bureau du directeur des transmissions, George Scriven.

## Essais
En 1912, Mauborgne est à Fort Riley, Kansas. Il monte un émetteur radio à bord d'un aéroplane. Le pilote lui transmet la première liaison sans fil air/sol de l'Histoire. Deux ans plus tard, chef de la station radio de Fort Mills, Corregidor, Mauborgne prend l'air dans un hydravion Burgess Model I afin de conduire une série de vols d'essais d'une radio aéroportée. Le 16 décembre 1914, première émission-réception réussie de télégraphie sans fil. En 1917, Mauborgne pousse à l'adoption du chiffrement à masque jetable (one-time pad), procédé de chiffrement inviolable pourvu que chaque clef soit aléatoire et utilisée une seule fois.

## Carrière
Après 1919, Mauborgne poursuit sa progression, à de nombreux postes de recherche-développement. Il est chef de la Signal Corps Engineering and Research Division. En tant que directeur du laboratoire du Signal Corps du Bureau of Standards. Au début des années trente, Mauborgne est officier transmissions de la 9e région militaire. Plus tard, directeur de la Signal Corps Aircraft Factory, base aérienne de Wright Field (Ohio). Il suit les cours de l'école de guerre, session de 1931-32.

## Progrès
Chef des transmissions, Mauborgne appuie les progrès technologiques. Il supervise la production série des radars SCR-268 et SCR-270 de l'armée de terre. Quelques mois à peine après son départ à la retraite (30 septembre 1941), deux soldats du Signal Corps — servant un radar SCR-270 d'Oahu, à Hawaï à l'aube du 7 décembre 1941 — pelotent[Quoi ?] des spots d'aéronefs japonais en vol pour Pearl Harbor.

## Hobbies
Mauborgne suit les cours de l'Art Institute of Chicago en 1922-1923. De retour à Washington en 1923, il continue ses études à la Corcoran Art Gallery entre 1923 et 26. Des portraits et des gravures à l'eau-forte sont exposées par des galeries de Washington, San Francisco, et Dayton, Ohio; acquises par West Point ou vendues à des collectionneurs.
Atteint par l'âge-limite en octobre 1941, Mauborgne se retire près de Fort Monmouth (New Jersey). Parmi ses hobbies, la musique et la fabrication de violons, il remporte le concours international de La Haye en 1949. Jeune officier, Mauborgne était reconnu comme tireur d'élite.
Le général Mauborgne est admis en salle d'honneur du renseignement militaire.
Son sobriquet, « The Cubic General » (« le général au cube »).

## Distinctions
- Army Distinguished Service Medal

## Sources
- (en) Cet article est partiellement ou en totalité issu de l’article de Wikipédia en anglais intitulé « Joseph Mauborgne » (voir la liste des auteurs).

## Liens
- Notice dans un dictionnaire ou une encyclopédie généraliste :   - Britannica
- Notices d'autorité :   - VIAF
  - ISNI
  - LCCN
  - WorldCat
- Joseph O. Mauborgne Civilian Marksmanship Club biography
- Signal Corps Regimental History: Major General Joseph O. Mauborgne U.S. Army biography